# Bernieridae
Los berniéridos son una familia de aves paseriformes recientemente validado. Fueron nombrados formalmente Bernieridae en 2010. La familia contiene diez especies de pequeñas aves de bosque endémicas de Madagascar.
La monofilia de este grupo había sido propuesta en fecha tan temprana como 1934 (Salomonsen 1934). Pero las asignaciones tradicionales de estas aves se mantuvieron, por la mala interpretación de caracteres debidos a convergencia evolutiva y por falta de investigación específica. Las familias a las que estaban asignadas sus miembros —Pycnonotidae, Timaliidae y especialmente Sylviidae— fueron usadas como “taxones cajón de sastre”, uniendo linajes no relacionados que eran de alguna forma similares ecológica y morfológicamente. No fue hasta los análisis de las secuencias nucleotídicas — de ADN mitocondrial del citocromo b y de ARN ribosómico 16S (Cibois et al. 1999, 2001), así como de ADN nuclear de los exones RAG-1 y RAG-2 (Beresford et al. 2005) — que se aceptó el agrupamiento propuesto hace tantos años.

## Filogenia
Anteriormente en Pycnonotidae (bulbules).
- Género Bernieria – antes en Phyllastrephus
  - Bernieria madagascariensis - bulbul tetraka
- Género Xanthomixis – antes en Phyllastrephus; posiblemente polifilético
  - Xanthomixis zosterops - bulbul piquicorto;
  - Xanthomixis apperti - bulbul de Appert;
  - Xanthomixis tenebrosus - bulbul oscuro;
  - Xanthomixis cinereiceps - bulbul coronigrís;

Anteriormente en Sylviidae
- Género Thamnornis
  - Thamnornis chloropetoides - zarzalero kiritika;
- Género Cryptosylvicola
  - Cryptosylvicola randrianasoloi - silvícola críptico;
- Género Randia
  - Randia pseudozosterops - randia malgache;

Anteriormente en Timaliidae
- Género Hartertula – antes en Neomixis
  - Hartertula flavoviridis - jiji colicuña;
- Género Crossleyia
  - Crossleyia xanthophrys - silvícola foditany;
- Género Oxylabes
  - Oxylabes madagascariensis - silvícola sirontsirona.

Varias de estas especies son conocidas muy pobremente y fueron descritas recién hace muy poco. Xanthomixis apperti fue recién descrita en 1972 y Cryptosylvicola randriansoloi en 1996. Xanthomixis apperti junto con Xanthomixis cinereiceps y Xanthomixis tenebrosus están amenazadas por pérdida de hábitat, y están listadas como vulnerables.
La mayoría de los chipes malgaches viven en selvas húmedas en el este de Madagascar, aunque unas pocas se encuentran en el sudoeste más seco de la isla. Comen insectos y pueden formar bandadas mixtas de hasta seis especies mientras se alimentan.